# Načelnik Združenega štaba Oboroženih sil Združenih držav Amerike
Načelnik Združenega štaba oboroženih sil Združenih držav Amerike (angleško Chairman of the Joint Chiefs of Staff) je najvišji pripadnik ameriških oboroženih sil in primarni vojaški svetovalec predsednika ZDA.
Načelnik vodi in usklajujeje delo Združenega štaba oboroženih sil ZDA, ki je nastanjen v Pentagonu.

## Seznam načelnikov
1. William D. Leahy, VM ZDA (20. julij 1942 - 21. marec 1949)[1]
2. Omar N. Bradley, KOV ZDA (16. avgust 1949 - 15. avgust 1953)
3. Arthur W. Radford, VM ZDA (15. avgust 1953 - 15. avgust 1957)
4. Nathan F. Twining, VL ZDA (15. avgust 1957 - 30. september 1960)
5. Lyman Louis Lemnitzer, KOV ZDA (1. oktober 1960 - 30. september 1962)
6. Maxwell Davenport Taylor, KOV ZDA (1. oktober 1962 - 1. julij 1964)
7. Earle Gilmore Wheeler, KOV ZDA (3. julij 1964 - 2. julij 1970)
8. Thomas H. Moorer, VM ZDA (2. julij 1970 - 1. julij 1974)
9. George S. Brown, VL ZDA (2. julij 1974 - 20. junij 1978)
10. David C. Jones, VL ZDA (21. junij 1978 - 18. junij 1982)
11. John W. Vessey mlajši, KOV ZDA (18. junij 1982 - 30. september 1985)
12. William J. Crowe mlajši, VM ZDA (1. oktober 1985 - 30. september 1989)
13. Colin L. Powell, KOV ZDA (1. oktober 1989 - 30. september 1993)
14. David Elmer Jeremiah, VM ZDA (vršilec dolžnosti) (1. oktober 1993 - 24. oktober 1993)
15. John Malchase David Shalikashvili, KOV ZDA (25. oktober 1993 - 30. september 1997)
16. Henry H. Shelton, KOV ZDA (1. oktober 1997 - 30. september 2001)
17. Richard Bowman Myers, VL ZDA (1. oktober 2001 - 30. september 2005)
18. Peter Pace, KMP ZDA (1. oktober 2005 - 30. september 2007)
19. Michael Glenn Mullen, VM ZDA (1. oktober 2007 - 30. september 2011)
20. Martin Edward Dempsey, KOV ZDA (1. oktober 2011 - 25. september 2015)
21. Joseph Francis Dunford Jr., KMP ZDA (1. oktober 2015 - danes)